# 2,3,4-trimetilpentano
El 2,3,4-trimetilpentano es un alcano de cadena ramificada con fórmula molecular C8H18.